# Miednica
Miednica – naczynie służące do higieny osobistej, prania lub mycia naczyń. Zazwyczaj ma kształt dużej misy, o pokroju kolistym, współcześnie także kwadratowym. Brzegi miednicy często są lekko wywinięte. Dawniej miednice były metalowe lub ceramiczne, obecnie często stosuje się tworzywa sztuczne. 
W XIX wieku miednica umieszczona w specjalnym stelażu lub na stole stanowiła funkcjonalny odpowiednik współczesnej umywalki; nad miednicą często znajdowało się lustro. Urządzenie takie znajdowało się najczęściej w sypialni. Tego rodzaju miednice często były fajansowe, a w bogatych domach nawet porcelanowe czy srebrne. Często stanowiły komplet z dzbankiem na wodę i nocnikiem. 

## Etymologia
Pierwotna nazwa miednicy w języku polskim miedźnica ujawnia jednoznacznie jej etymologię – miednica u swego zarania była wyrabiana z miedzi.

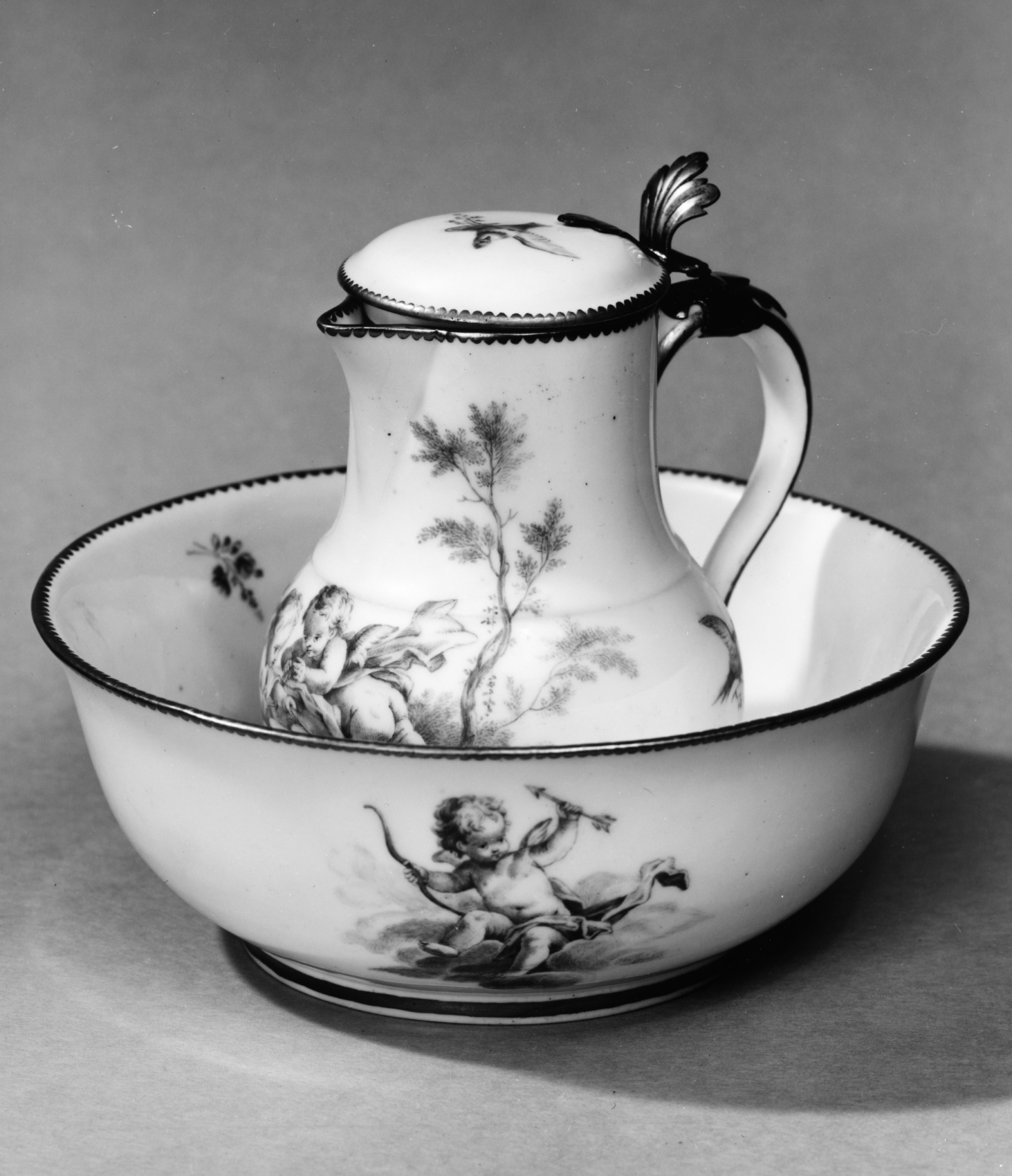
Miednica stanowiąca komplet z dzbankiem. XVIII wiek
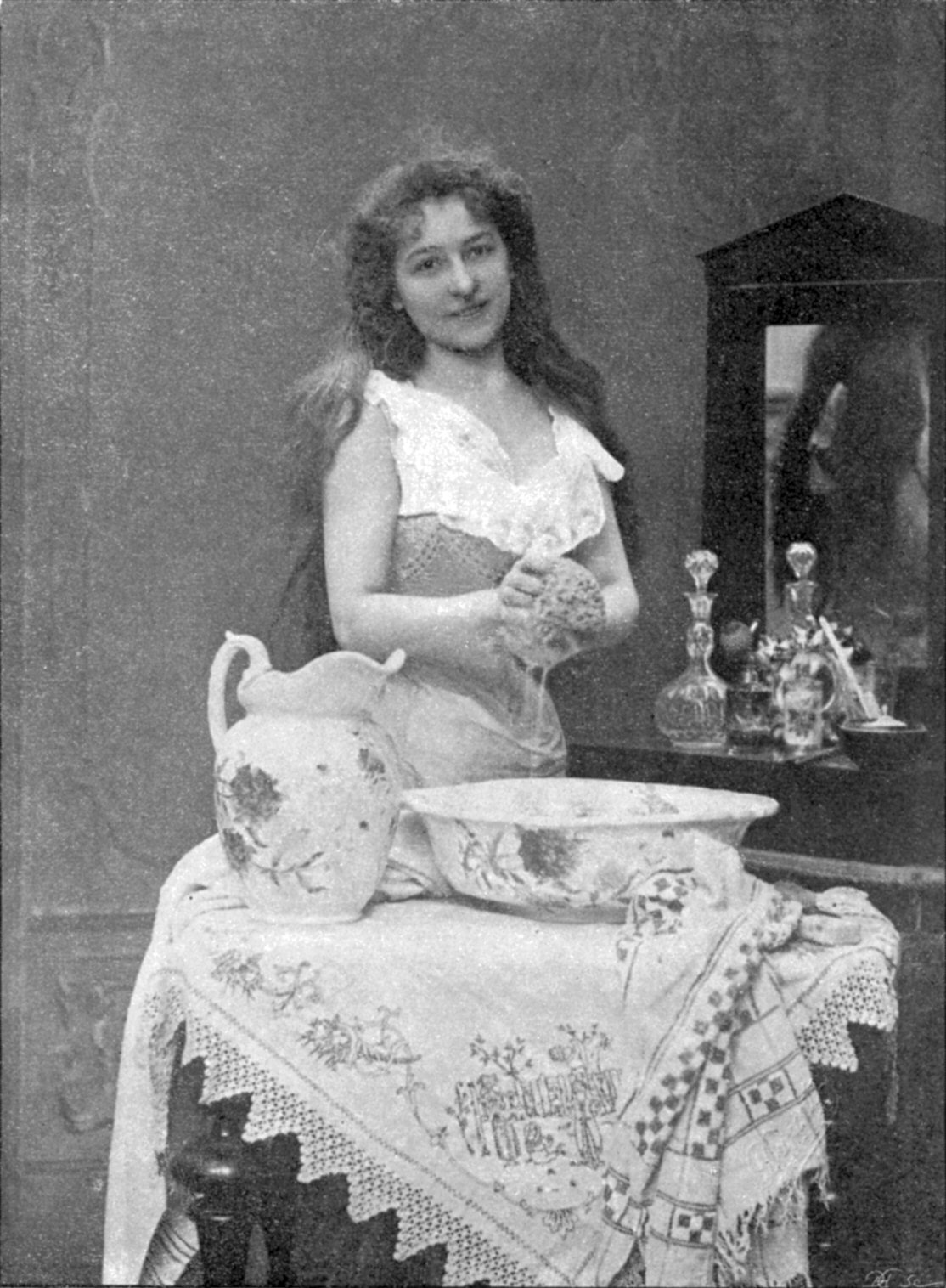
Kobieta myjąca się w miednicy, 1899
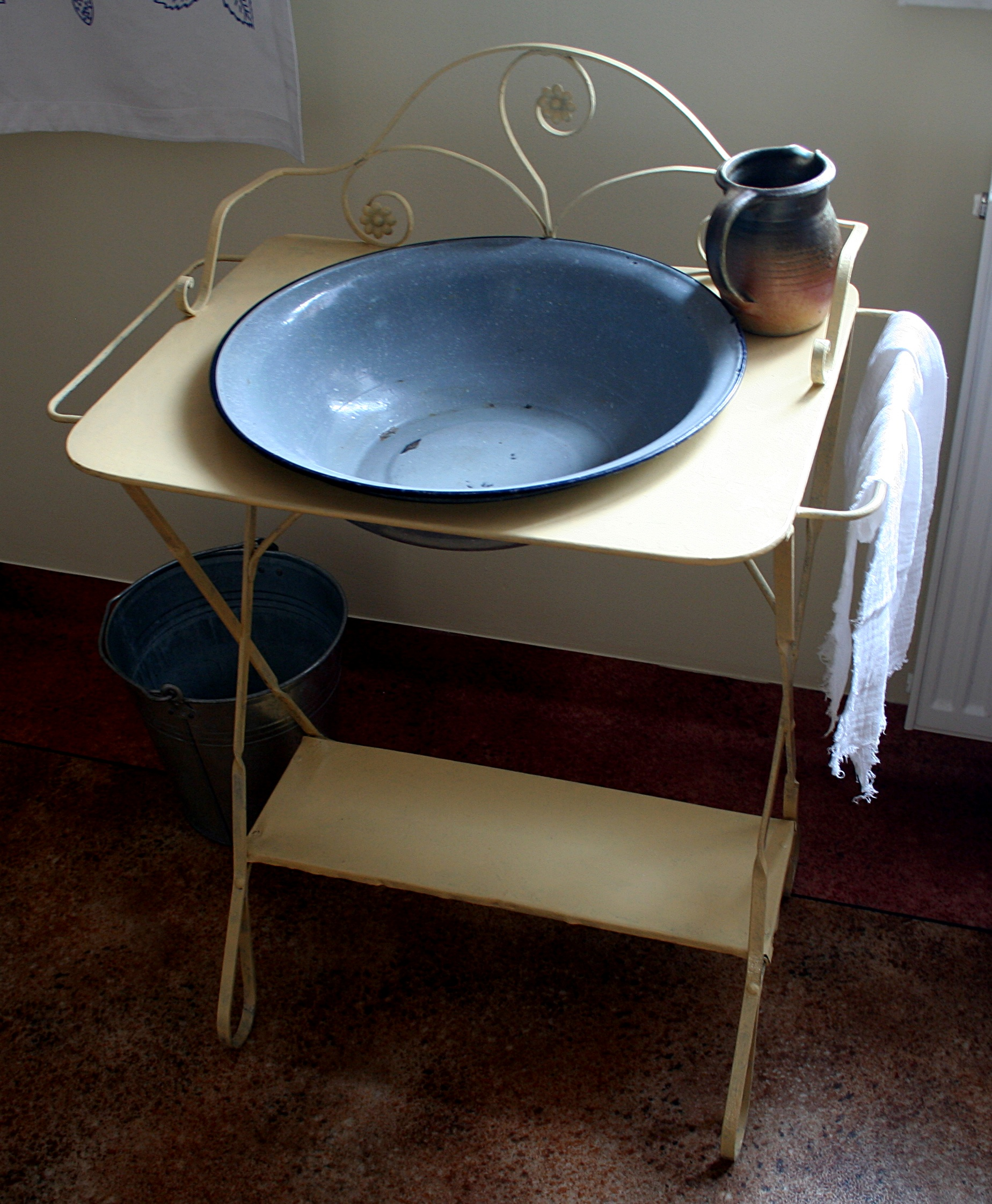
Umywalnia z blaszaną miednicą
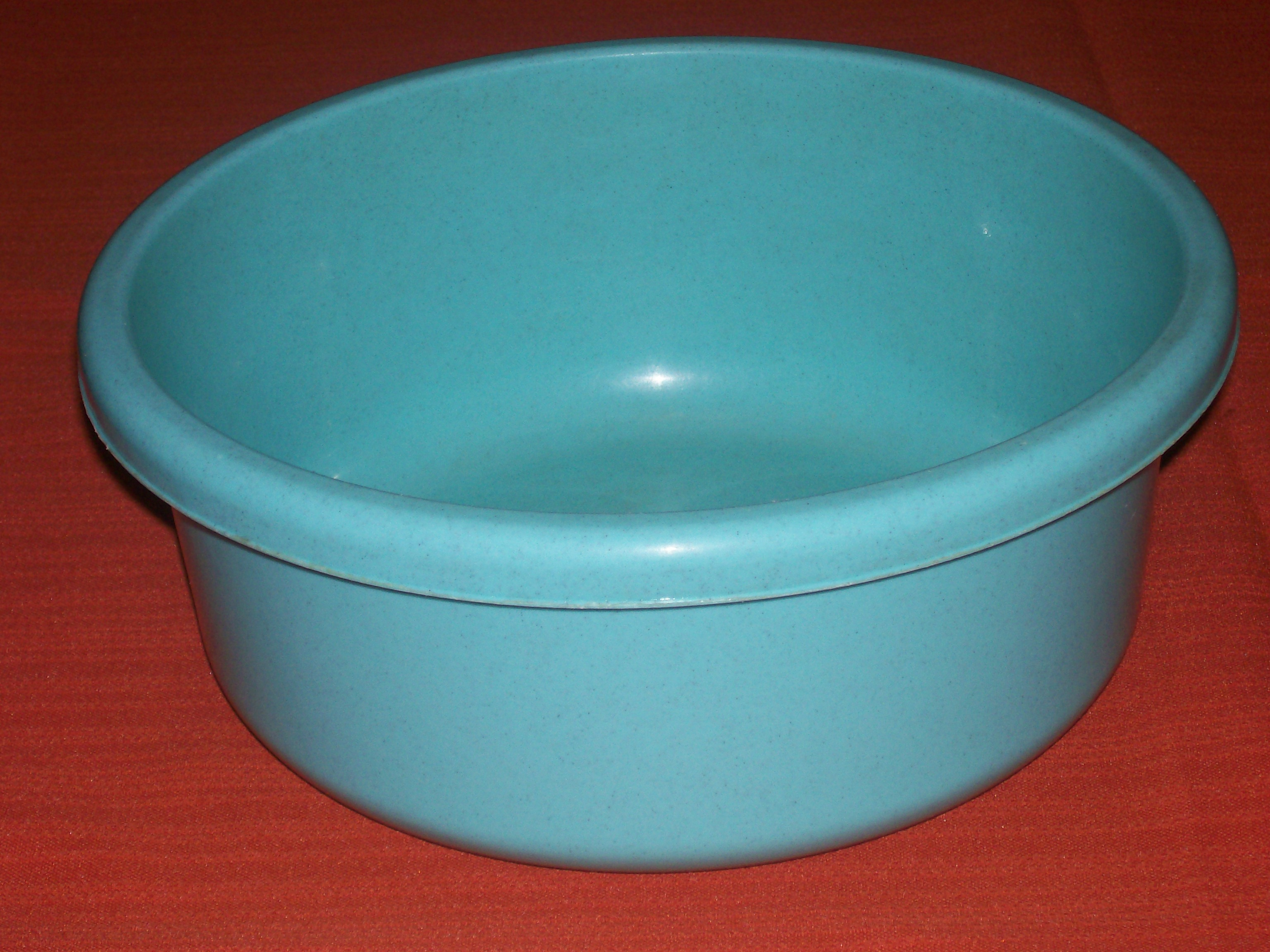
Współczesna plastikowa miednica
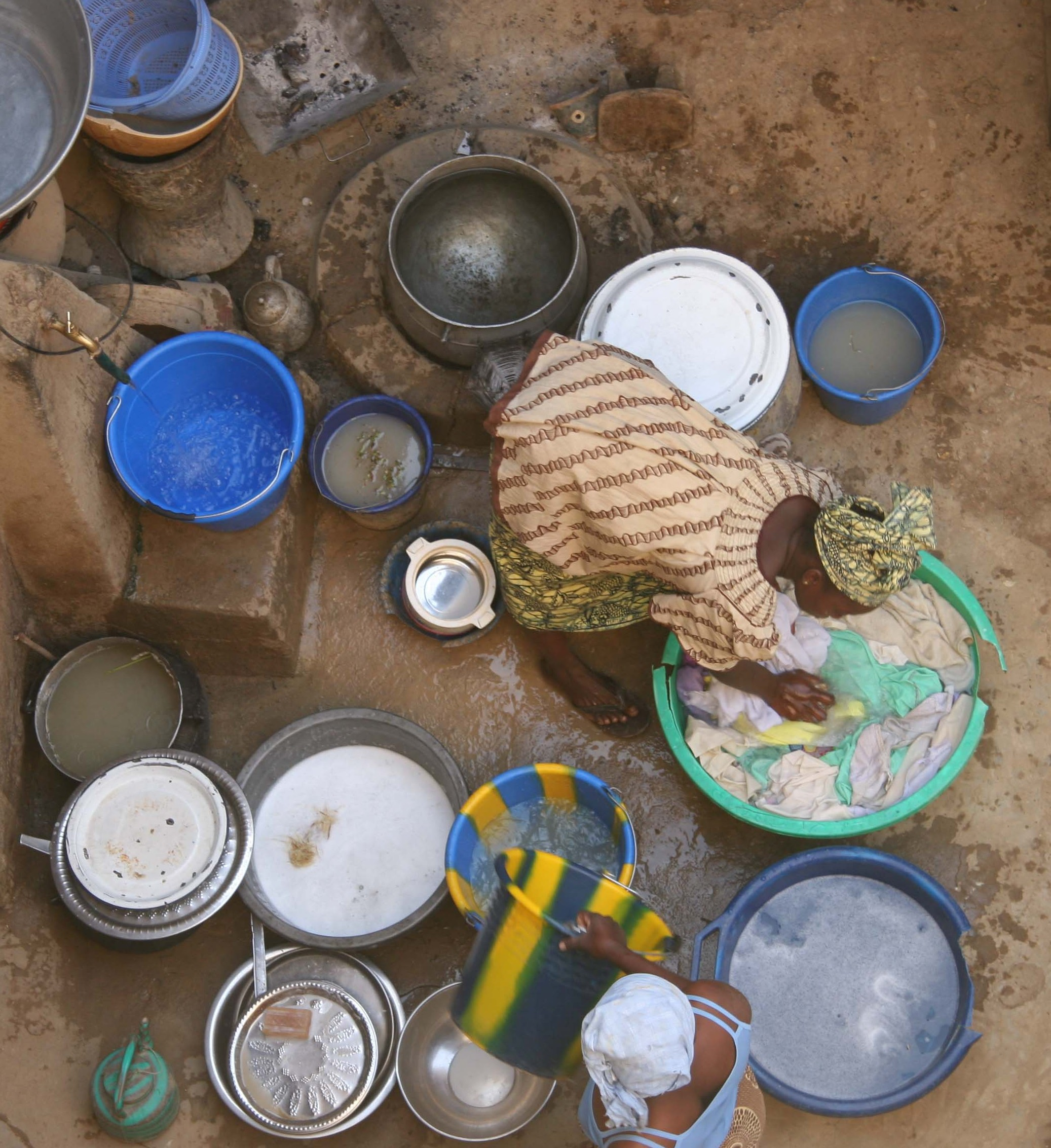
Kobieta piorąca w miednicy, Mali